# Boloko
Boloko (georgiska: ბოლოკო) är ett vattendrag i Georgien. Det ligger i regionen Adzjarien, i den västra delen av landet. Boloko mynnar som vänsterbiflod i Çoruh (Tjorochi), som i sin tur mynnar i Svarta havet.